# Bezirk Marijampolė
Der Bezirk Marijampolė (deutsch Bezirk Mariampol) ist einer der zehn Verwaltungsbezirke, die seit 1994  die oberste Stufe der Verwaltungseinteilung Litauens bilden.
Er umfasst die überwiegend ländliche Region Suwalken (lit.: Suvalkija) im Südwesten des Landes um die Stadt Marijampolė.

## Verwaltungsgliederung

### Selbstverwaltungen
(Einwohner am 1. Januar 2006)
- Kalvarija (Gemeinde, 13.524)
- Kazlų Rūda (Gemeinde, 14.749)
- Marijampolė (Gemeinde, 69.565)
- Šakiai (Rajongemeinde, 37.197)
- Vilkaviškis (Rajongemeinde, 48.838)